# El Mas Nou
El Mas Nou és una obra de Rupià (Baix Empordà) protegida com a Bé Cultural d'Interès Local.

## Descripció
Es tracta d'un mas amb teulada a quatre aigües pel que fa al cos principal. A la resta dels cossos la coberta és a dues agües. La volumetria del mas és de planta baixa i un pis, amb un petit altell al cos principal on es forma la coberta a quatre vessants.
Actualment té les façanes amb diferents acabats, algunes estan sense arrebossar -amb la pedra, llindes i muntants d'obertura vistos- altres parts estan arrebossades, fruit de diverses intervencions i arranjaments.
Hi ha un cobert aïllat amb coberta de teula que fa funció de garatge.
Anys de construcció 1810-1830